# Cariño, cuánto te odio
Cariño, cuánto te odio (título original en inglés: The Hating Game) es una película de comedia romántica estadounidense de 2021 dirigida por Peter Hutchings. Está basada en la novela del mismo nombre de Sally Thorne y está protagonizada por Lucy Hale y Austin Stowell en los papeles principales. Fue estrenada en cines y video bajo demanda el 10 de diciembre de 2021 por Vertical Entertainment. La película recibió reseñas generalmente positivas de los críticos.

## Reparto
- Lucy Hale como Lucy Hutton
- Austin Stowell como Joshua "Josh" Templeman
- Damon Daunno como Danny
- Nicholas Baroudi como Patrick "Pat" Templeman
- Corbin Bernsen como Richard Bexley
- Sakina Jaffrey como Helene
- Tania Asnes como Annabelle
- Yasha Jackson como Julie
- Brock Yurich como Mack
- Kathryn Boswell como Mindy
- Nicolas Elizabeth como Daniel

## Producción
La película se anunció en mayo de 2019, con Lucy Hale y Robbie Amell como los papeles principales. El 10 de noviembre de 2020, Austin Stowell fue elegido, ya que Amell abandonó debido a un conflicto de programación. Comenzó a filmarse el 21 de noviembre, en la ciudad de Nueva York, durante la pandemia de COVID-19. La película concluyó el 23 de diciembre de 2020.

## Estreno
En julio de 2021, Vertical Entertainment adquirió los derechos de distribución de la película.